# Endomia mirei
Endomia mirei es una especie de coleóptero de la familia Anthicidae.

## Distribución geográfica
Habita en Camerún.